# Volodymyr Vynnytsjenko
Volodymyr Kyrylovytsj Vynnytsjenko (Oekraïens: Володимир Кирилович Винниченко) (Vesely Koet, Keizerrijk Rusland, 28 juli [O.S. 16 juli] 1880 — Mougins, 6 maart 1951) was een Oekraïens schrijver, schilder, politiek activist en sociaaldemocratisch politicus, die in de jaren 1917–1919 een leidende rol speelde binnen de Oekraïense Volksrepubliek. Hij was de eerste premier van Oekraïne. Daarnaast geldt hij als een van de voornaamste Oekraïense schrijvers van de 20ste eeuw.

## Politieke loopbaan

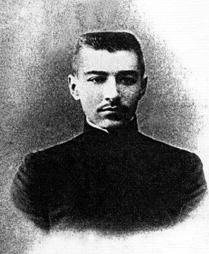
Volodymyr Vynnytsjenko als middelbarescholier

Vynnytsjenko werd geboren in een familie van boeren in het dorp Vesely Koet in het toenmalige gouvernement Cherson, niet ver van de stad Jelizavetgrad, tegenwoordig Kropyvnytsky geheten. Zijn vader, Kyrylo Vasyljovytsj Vynnytsjenko, was een voormalige lijfeigene, die naar de stad Jelisavetgrad was verhuisd en daar was getrouwd met Jevdokija Pavlenko (geb. Linnyk), een weduwe die reeds drie kinderen had. Uit dit huwelijk werd één zoon geboren: Volodymyr. Reeds tijdens zijn schooltijd raakte de jonge Volodymyr betrokken bij een revolutionaire organisatie en schreef hij een revolutionair gedicht, waarvoor hij een week vast kwam te zitten en van school werd uitgesloten. Zijn middelbareschoolopleiding voltooide hij elders. In 1901 ging hij rechten studeren aan de Universiteit van Kiev en kort daarop trad hij toe tot de Oekraïense Revolutionaire Partij (ROeP), die in 1905 werd hernoemd tot Oekraïense Sociaaldemocratische Arbeiderspartij (OeSDRP), en ging zich toeleggen op het verspreiden van propaganda onder boeren en arbeiders. In 1903 werd hij om die reden gearresteerd en van de universiteit verwijderd. Vanwege zijn revolutionaire activiteit werd hij meerdere malen gearresteerd, maar wist tot twee keer toe uit de gevangenis te ontsnappen; zijn rechtenstudie zou hij nooit afmaken. Nadat hij in 1906 tot een jaar gevangenisstraf was veroordeeld, ontvluchtte hij het land. Tussen 1906 en 1914 verbleef hij achtereenvolgens in Lemberg, Wenen, Genève, Parijs, Florence en Berlijn. Tijdens zijn ballingschap trouwde hij in 1911 met de Russisch-Joodse arts Rozalia Lifsjyts. In 1914 keerde hij terug naar Rusland en woonde tot 1917 onder een valse naam in Moskou.
Kort na de Februarirevolutie in Rusland werd Vynnytsjenko verkozen tot vicevoorzitter van de Centrale Raad (Центральна рада, Tsentralna Rada), die door vertegenwoordigers van diverse Oekraïense partijen en organisaties in Kiev was gevormd en onder het voorzitterschap van Mychajlo Hroesjevsky al spoedig het morale gezag verwierf om als parlement te gaan fungeren. Vynnytsjenko was een belangrijke woordvoerder van de leidende ideologie van de Centrale Raad, die kan worden gekenschetst als een synthese van socialisme met het romantische plattelandsnationalisme van de 19de eeuw.
Van 15 juni 1917 tot 22 januari 1918 stond Vynnytsjenko aan het hoofd van het Secretariaat-Generaal van de Oekraïense Volksrepubliek, het uitvoerend orgaan van de Centrale Raad, en was daarmee feitelijk de eerste premier van Oekraïne. Hij bleef deze functie vervullen nadat het Secretariaat-Generaal op 22 januari 1918 was omgevormd tot een Raad van Volksministers, maar niet voor lang: op 30 januari 1918 dienden hij en zijn voltallige kabinet vanwege ernstige politieke meningsverschillen hun ontslag in, acht dagen nadat Oekraïne zich volledig onafhankelijk van Rusland had verklaard.
De positie van deze Oekraïense staat was uiterst zwak. Vrijwel alle sleutelposities binnen de Centrale Raad werden vervuld door jonge, onervaren idealisten, die verzuimden een functionerend staatsapparaat en leger op te zetten en zich op kritieke momenten lieten leiden door ideologische scherpslijperij. Nadat de Eerste Wereldoorlog in het oosten van Europa middels de Vrede van Brest-Litovsk was geëindigd in een Duitse overwinning, vestigde Duitsland in Oekraïne een semi-monarchistisch regime, dat geleid werd door hetman Pavlo Skoropadsky. Diens pro-Duitse opstelling en conservatieve agrarische politiek zetten echter veel kwaad bloed en in november 1918 kwam zijn regering al ten val. Vynnytsjenko, die het middelpunt was geweest van de oppositie tegen Skoropadsky, vormde daarop samen met Symon Petljoera een nieuwe regering, ditmaal Directoraat geheten. De Oekraïense Volksrepubliek werd in ere hersteld.
Ook deze keer zou Vynnytsjenko's premierschap van korte duur blijken. Hij raakte al snel in conflict met Petljoera over het te voeren beleid: Vynnytsjenko stond een sociale politiek voor die de plannen van de bolsjewieken nog zou overtreffen, terwijl Petljoera zich wilde concentreren op de opbouw van een staatsapparaat. Op 13 februari trad hij af, enkele dagen nadat het Rode Leger Kiev had veroverd.
In 1919 emigreerde Vynnytsjenko naar Oostenrijk. Hij keerde de OeSDRP de rug toe en organiseerde een groep Oekraïense communisten in ballingschap. In mei 1920 reisde hij naar Moskou om met de bolsjewieken te gaan onderhandelen. Hij kreeg de functie van vicevoorzitter van de Raad van Commissarissen van de Oekraïense Socialistische Sovjetrepubliek en tevens volkscommissaris van Buitenlandse Zaken aangeboden, maar dit voorstel wees hij af: hij was teleurgesteld geraakt over de houding van de bolsjewieken, die hij van Russisch chauvinisme en onoprechtheid als socialisten betichtte.
 Na vier maanden van onderhandelingen keerde hij terug naar het buitenland, vanwaar hij een campagne tegen het nieuwe Sovjetregime opzette. In 1921 werd Vynnytsjenko door het Vijfde Al-Oekraïense Congres van Sovjets (dat tevens de toetreding van Oekraïne tot de Sovjet-Unie ratificeerde) tot "vijand van het volk" verklaard.
Vynnytsjenko bracht de rest van zijn leven door in West-Europa. De eerste jaren woonde hij in Duitsland, waar hij aan het hoofd kwam te staan van een comité voor hulpverlening aan Oekraïense studenten. Daarnaast bleef hij de gebeurtenissen in de Sovjet-Unie op de voet volgen en legde hij zich toe op schrijven en schilderen. In 1925 verhuisde hij vanwege de moeilijke politieke en economische situatie in Duitsland naar Frankrijk. Aanvankelijk vestigde hij zich in Parijs, maar in 1934 kocht hij samen met zijn vrouw een huisje met een stukje grond in Mougins, een plaatsje in zuid-Frankrijk in de buurt van Cannes, waar hij een leven als boer begon. Deze stap was ingegeven door een verlangen naar een rustige, gezonde levensstijl, maar ook doordat hij in een moeilijke financiële situatie verkeerde doordat hij geen vergoedingen meer ontving van zijn Oekraïense uitgevers. Wel bleef hij schrijven en schilderen. 
Tijdens de Duitse bezetting van Frankrijk tijdens de Tweede Wereldoorlog werd Vynnytsjenko in een concentratiekamp opgesloten, omdat hij weigerde samen te werken met de nazi's. Na de oorlog riep hij op tot algehele ontwapening en een vreedzaam samenleven van de volkeren van de wereld. Hij overleed op 6 maart 1951 en werd begraven in zijn woonplaats Mougins.

## Als schrijver

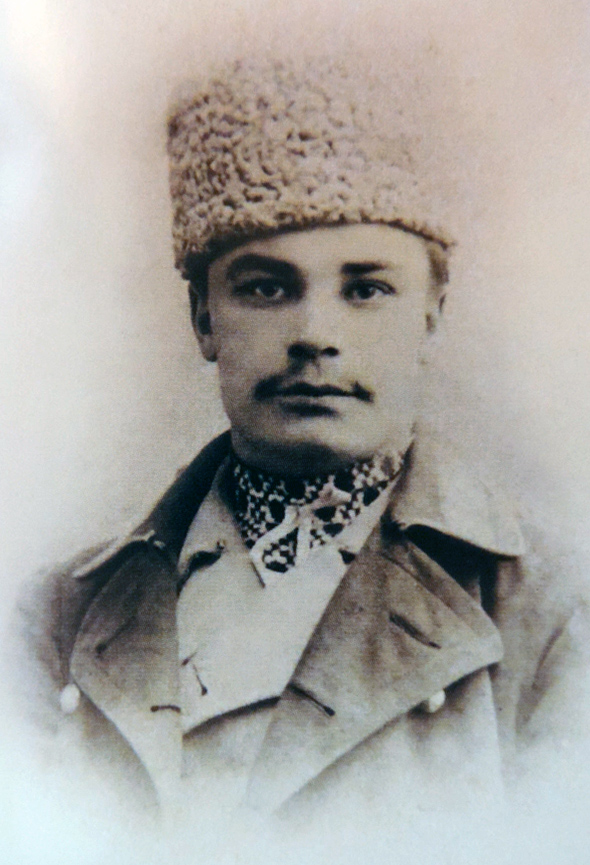
Vynnytsjenko in 1902, ten tijde van zijn debuut als schrijver.

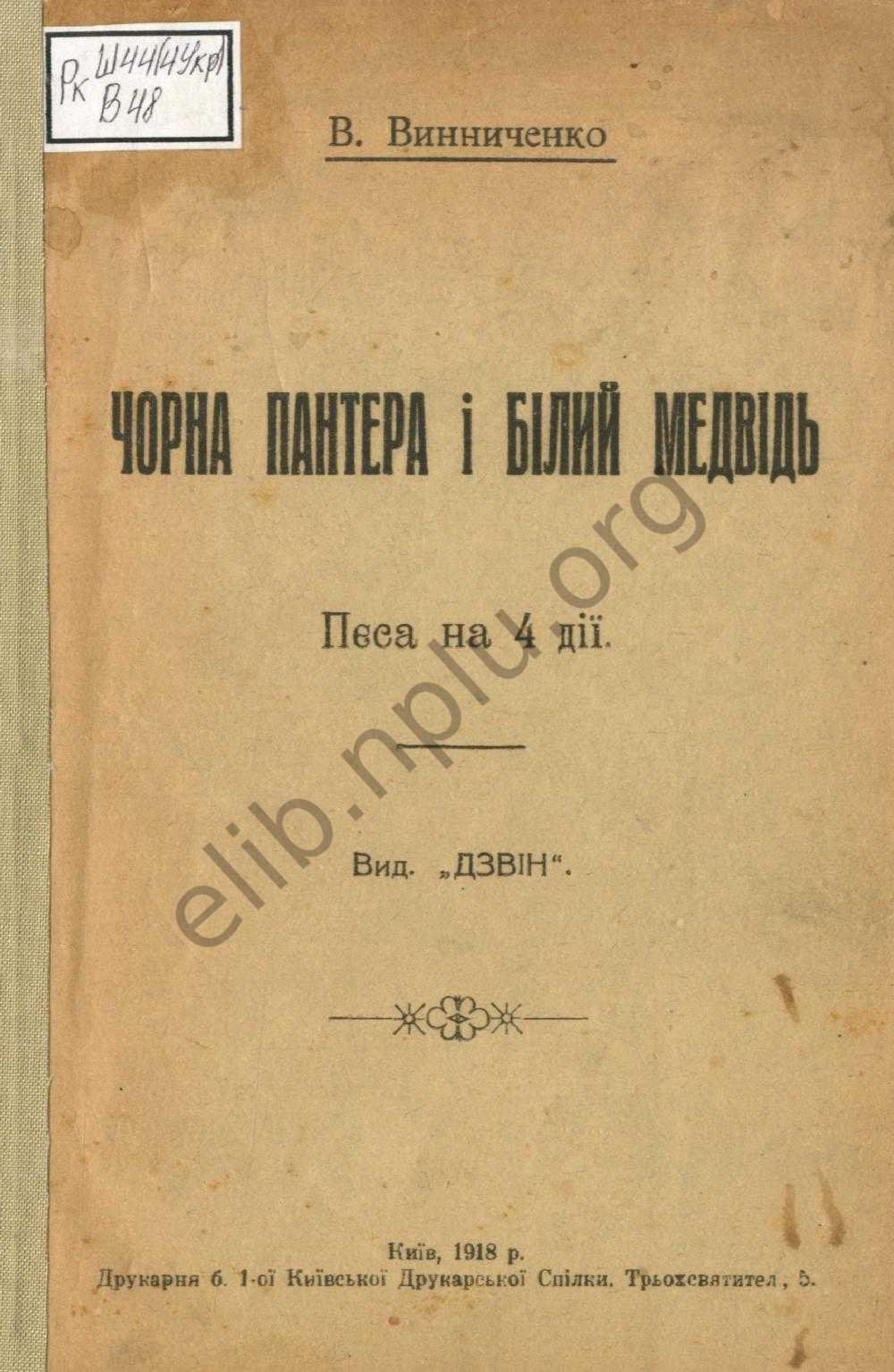
Het voorblad van Чорна пантера і білий медвідь ("De zwarte panter en de ijsbeer"), een toneelstuk van Vynnytsjenko uit 1911.

In de Oekraïense literatuur geldt Vynnytsjenko als een toonaangevende modernistische schrijver in het prerevolutionaire Oekraïne. Hij schreef korte verhalen, romans en toneelstukken. In zijn werken gaf hij blijk van een grote betrokkenheid bij het Oekraïense revolutionaire milieu, onder verarmde mensen en mensen uit de arbeidersklasse, en onder emigranten uit het Russische rijk die in West-Europa wonen. Hij debuteerde in 1902 met het verhaal Сила і краса ("Kracht en schoonheid"), dat in het tijdschrift Kijevskaja Starina werd gepubliceerd en zeer positief werd ontvangen door onder anderen Ivan Franko en Lesja Oekrajinka.

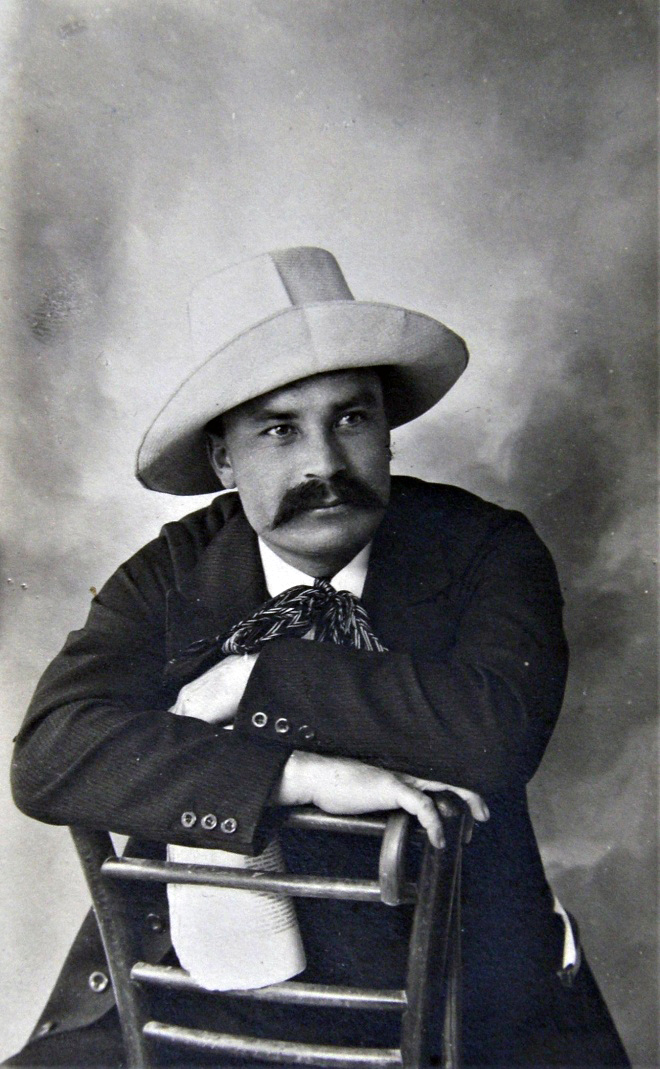
Vynnychenko in the 1910s

Vynnytsjenko's werk wordt onderverdeeld in drie perioden. De eerste omvat de meeste van zijn werken in "kleine vorm" (essays, korte verhalen), geschreven in de periode van 1902 tot 1905. De tweede periode omvat korte verhalen, toneelstukken en romans die na de revolutie van 1905 zijn verschenen. De derde periode omvat werken die in ballingschap zijn geschreven. De derde periode in het werk van Vynnytsjenko wordt gekenmerkt door utopisme en de door hem ontwikkelde filosofie van het concordisme. Het eerste werk dat deze wending markeerde was de roman Sonjatsjna masjyna (Oekr: Сонячна машина "De zonnemachine"), geschreven in de jaren 1922–1924. Dit boek, dat wordt gezien als het eerste Oekraïense sciencefictionverhaal, was ook de laatste roman van Vynnytsjenko die in de Sovjet-Unie werd gepubliceerd, want van 1933 (toen Vynnytsjenko in een open brief aan het politburo van de Communistische Partij van Oekraïne had geprotesteerd tegen de holodomor) tot het einde van de jaren tachtig van de 20ste eeuw waren zijn werken, zoals die van vele andere Oekraïense schrijvers, in de Sovjet-Unie verboden. Als gevolg hiervan is een groot deel van Vynnytsjenko's oeuvre pas na zijn dood gepubliceerd.
Naast zijn literaire werk zijn van bijzonder historisch belang ook zijn memoires, geschreven in 1920 en getiteld Відродження нації ("Wedergeboorte van een natie"), waarin hij de gebeurtenissen van de jaren 1917–1919 beschrijft, en zijn dagboeken uit de jaren 1911–1936, die vanaf 1980 in vijf delen zijn uitgegeven. Meerdere van zijn verhalen zijn verfilmd. Ten slotte liet Vynnytsjenko ook meer dan honderd schilderijen na.

## Gedenktekens

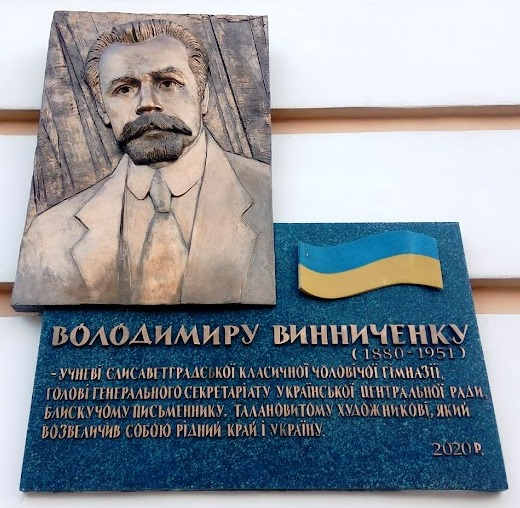
Gedenkplaat op een school in Kropyvnytsky.
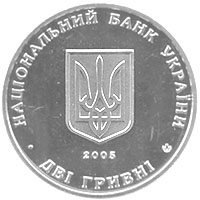
Oekraïense munt uit 2005 met de beeltenis van Vynnytsjenko (voorzijde)
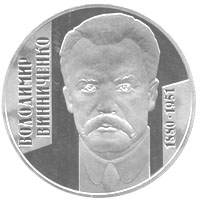
Oekraïense munt uit 2005 met de beeltenis van Vynnytsjenko (achterzijde)
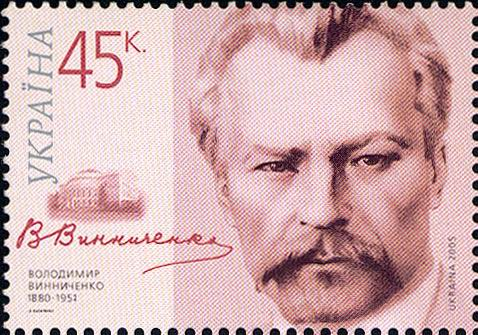
Op een Oekraïense postzegel
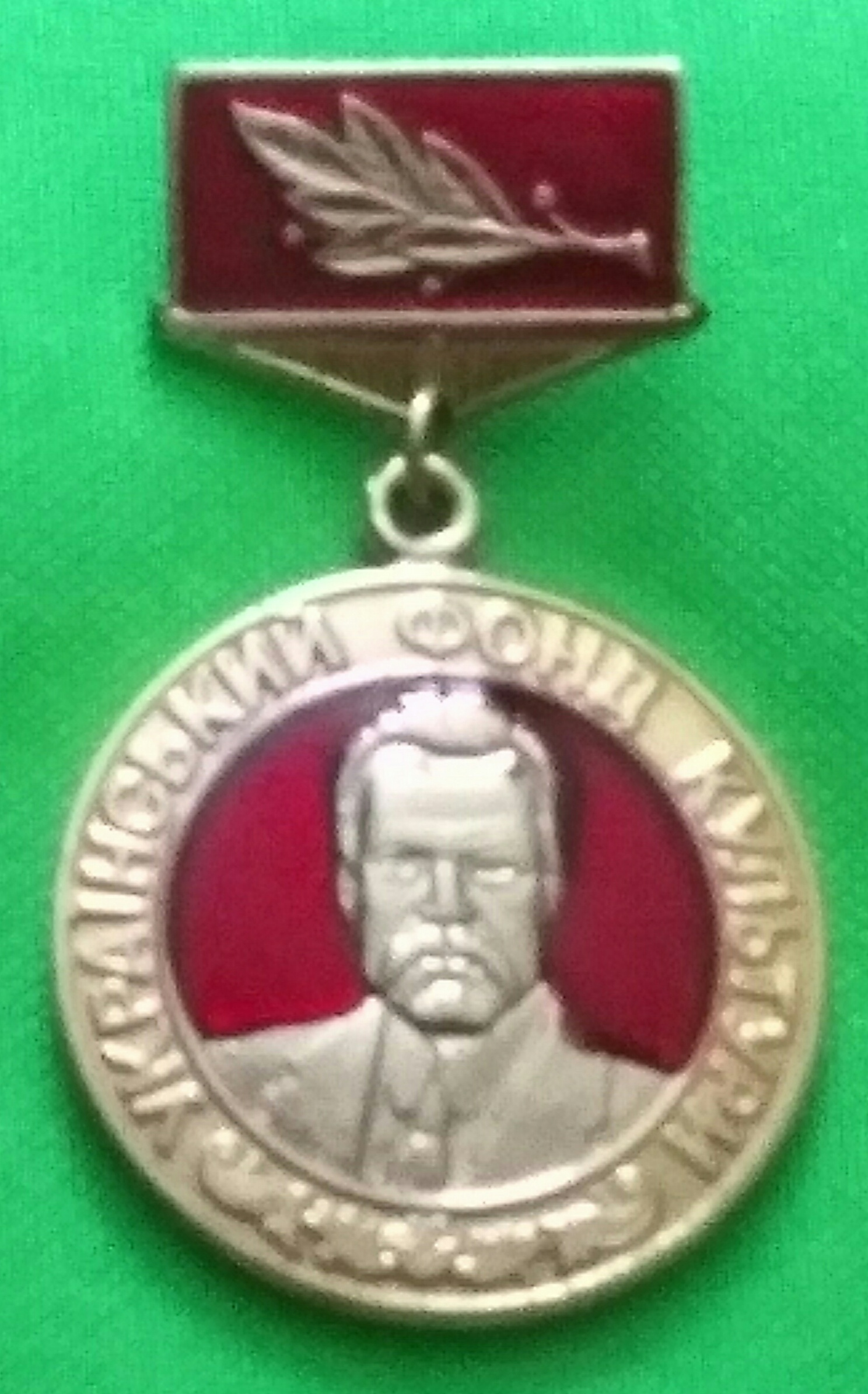
De internationale Vynnytsjenko-cultuurprijs